# トニー・ホーム
トニー・ホーム（Tony Christian Halme、1963年1月6日 - 2010年1月8日）は、フィンランドのプロレスラー、プロボクサー、総合格闘家。ヘルシンキ出身。
アメリカ合衆国のプロレス団体WWFにおける、ルドヴィッグ・ボルガ（Ludvig Borga）としての活動でも知られる。

## 来歴
フィンランドではヘビー級のボクサーとして活動し、フィンランド選手権を6度、スカンディナヴィア選手権を4度制覇。1983年は欧州アマチュア・ヘビー級選手権に優勝、アマチュア時代は通算48戦全勝（41KO）という戦績を残した。
1989年にアメリカに渡り、映画のスタント・パーソンなどを経てロード・ウォリアーズの勧めでプロレスラーに転向。ブラッド・レイガンズのトレーニングを受け、1989年にデビュー。カリフォルニア州マリナ・デル・レイのインディー団体UWFではザ・バイキング（The Viking）を名乗り、ザ・パトリオットなどと対戦した。
1990年10月25日、プロボクサーとして新日本プロレスのグリーンドーム前橋大会に初来日、ザ・ソウルテイカーとの異種格闘技戦でKO勝ちを収めた。12月26日には橋本真也をTKOで破り、翌1991年は橋本との抗争を展開した。同年10月はビッグバン・ベイダーとも異種格闘技戦2連戦を行い、1勝1敗となった。アメリカではその間もプロレスラーとして活動していたが、1991年12月16日の大阪府立体育会館におけるクラッシャー・バンバン・ビガロ戦で日本でも本格的にプロレスラーに転向。1992年11月22日には、両国国技館にてスコット・ノートンとタッグを組み、リック&スコットのスタイナー・ブラザーズからIWGPタッグ王座を奪取した。
1993年7月、ルドヴィッグ・ボルガ（Ludvig Borga）のリングネームでWWFに参戦。ヘルレイザー・フロム・ヘルシンキ（The Hellraiser from Helsinki）の異名を持つヒールとして売り出され、8月30日のサマースラムではマーティ・ジャネッティを一蹴。以降はレックス・ルガーやタタンカとの抗争アングルが組まれ、11月24日のサバイバー・シリーズにはヨコズナ、クラッシュ、ジャック・ルージョーらと「フォーリン・ファナティックス」なる反米ユニットを結成して出場。ルガー、スタイナー兄弟、ジ・アンダーテイカーの「オール・アメリカンズ」と対戦した。同年12月14日にはレイザー・ラモンのインターコンチネンタル王座に挑戦、一旦はピンフォールでタイトル奪取を宣告されるが、ショーン・マイケルズの介入があったため判定が覆り、幻のIC王者となっている。
1994年もロイヤルランブルやレッスルマニアへの出場が予定されていたが、1月17日のリック・スタイナー戦で足首を負傷し、そのままWWFを離脱。同年8月20日からはリングスに参戦し、11月19日には前田日明とも対戦した。1995年はオットー・ワンツの主宰するドイツのCWAにルドヴィッグ・ボルガの名義で遠征、12月20日にブレーメンにてランボーを破りCWA世界ヘビー級王座を獲得した。
その後もホームはプロボクサーや総合格闘家としてのキャリアを重ね、1997年5月30日のUFC 13ではランディ・クートゥアのデビュー戦の相手を務めた。

## 晩年
2003年3月にはフィンランドの議会議員に選出され、映画『スペース・タイム 時空を超えた使命』（Kohtalon Kirja）にも出演したが同年に自宅のアパートで拳銃を発砲し、拳銃の所持許可を取り消されるというスキャンダルを起こした。騒動が起きた当時、試合を数日後に控えており、医者からペインキラーを処方されていた。また、その薬以外にも酒を飲んでいたため騒動につながった。さらに、血中からアンフェタミンが検出され、自宅から非合法のステロイドも見つかったが、「自分が酔っている隙に何者かが薬物を置いていったのだ」と主張した。
2004年、裁判の様子がMTV3で放送され、4か月間の格闘家としての活動停止処分と罰金を科せられたが、議員を辞職することはなかった。
以降も薬物とアルコールの問題を抱え続け、2006年は飲酒運転で有罪となり、同年3月にはアルコールの過剰摂取によるせん妄が悪化したため精神病院にも通院。また、アルコール依存症によって肝硬変と急性膵炎を患い、議会の任期終了後は障害者として障害年金を受けた。
2010年1月8日、自宅であるヘルシンキのアパートで死去。47歳没。その2日後の1月10日、遺体が発見された。検死の結果、不法所持の拳銃による自殺だと判明した。

## 得意技
- トーチャー・ラック
- スティッフ・パンチ
- エルボー・ドロップ
- ゴリラ・プレス＋ガットバスター（ストマック・ブロック）

## 獲得タイトル
新日本プロレス
- IWGPタッグ王座：1回（第20代）（w / スコット・ノートン）[8]

キャッチ・レスリング・アソシエーション
- CWA世界ヘビー級王座：1回[14]

## 戦績

### 総合格闘技
| 総合格闘技 戦績 | 総合格闘技 戦績 | 総合格闘技 戦績 | 総合格闘技 戦績 | 総合格闘技 戦績 | 総合格闘技 戦績 | 総合格闘技 戦績 |
| --------------- | --------------- | --------------- | --------------- | --------------- | --------------- | --------------- |
| 10 試合         | (T)KO           | 一本            | 判定            | その他          | 引き分け        | 無効試合        |
| 3 勝            | 3               | 0               | 0               | 0               | 0               | 0               |
| 7 敗            | 3               | 4               | 0               | 0               | 0               | 0               |

| 勝敗 | 対戦相手             | 試合結果                        | 大会名                                                              | 開催年月日     |
| ×    | ランディ・クートゥア | 1R 0:56 チョークスリーパー      | UFC 13: The Ultimate Force 【ヘビー級トーナメント 1回戦】           | 1997年5月30日  |
| ×    | ディック・フライ     | 1R 2:42 TKO（ドクターストップ） | リングス FIGHTING EXTENSION 1997 Vol.2                              | 1997年4月22日  |
| ×    | 長井満也             | 8:58 膝十字固め                 | リングス MEGA-BATTLE TOURNAMENT 1995 Grand Final                    | 1996年1月24日  |
| ×    | ディック・フライ     | 2:43 TKO（レフェリーストップ）  | リングス RISING SERIES HAZUKI                                       | 1995年8月27日  |
| ×    | ヴォルク・ハン       | 6:36 アキレス腱固め             | リングス RISING SERIES FUMIZUKI                                     | 1995年7月18日  |
| ×    | ディック・フライ     | 2:55 KO                         | リングス FIGHTING NETWORK RINGS 1994 TOURNAMENT GRAND FINAL         | 1995年1月25日  |
| ×    | 前田日明             | 6:21 逆片エビ固め               | リングス FIGHTING NETWORK RINGS 1994 TOURNAMENT 3rd Round 【3回戦】 | 1994年11月19日 |
| ○    | ビターゼ・タリエル   | 4:19 KO                         | リングス FIGHTING NETWORK RINGS 1994 TOURNAMENT 2nd Round 【2回戦】 | 1994年10月22日 |
| ○    | ディミータ・ペトコフ | 5:14 KO                         | リングス FIGHTING NETWORK RINGS 1994 TOURNAMENT 1st Round 【1回戦】 | 1994年9月21日  |
| ○    | トーマス・ルーロス   | 2:05 KO                         | リングス FIGHTING NETWORK RINGS 1994 RINGS IN YOKOHAMA              | 1994年8月20日  |